# Presidenti della Provincia di Agrigento
Elenco dei presidenti dell'amministrazione provinciale di Agrigento.

## Regno d'Italia (1861–1946)

### Governatori (1860–1861)
- Domenico Bartoli (giugno 1860)
- Luigi Failla (giugno 1860)
- Andrea Guarneri (giugno 1860)
- Niccolò Cusa (8 giugno – 10 dicembre 1860)
- Giacinto Scelsi (marzo – 9 ottobre 1861)

### Presidenti del Consiglio provinciale (1861–1928)
- Giuseppe Cafisi (1861-1862)
- Ignazio Genuardi (1862-1865)
- Giuseppe Cafisi (1865-1879)
- Salvatore Gangitano (12 agosto 1879 – 1° dicembre 1889)
- Nicolò Gallo (1889-1902)
- Ignazio Filì Astolfone (1903-1909)
- Ippolito Onorio De Luca (1909-1913)
- Francesco Scaduto (1914-?)

### Presidenti della Deputazione provinciale (1889–1928)
| Nº  | Nº | Ritratto | Nome                    | Mandato | Mandato | Partito |
| Nº  | Nº | Ritratto | Nome                    | Inizio  | Fine    | Partito |
| --- | -- | -------- | ----------------------- | ------- | ------- | ------- |
| 1   |    |          | Vincenzo Coniglio       | 1889    | 1892    | ?       |
| 2   |    |          | Pietro Demichele Fleres | 1893    | 1894    | ?       |
| 3   |    |          | Vitale Cognata          | 1894    | 1902    | ?       |
| 4   |    |          | Giuseppe Ruggiero       | 1903    | 1906    | ?       |
| 5   |    |          | Giuseppe Vullo          | 1906    | 1907    | ?       |
| 6   |    |          | Ignazio Genuardi        | 1907    | 1909    | ?       |
| (4) |    |          | Giuseppe Ruggiero       | 1909    | 1911    | ?       |
| 7   |    |          | Giovanni Guarino Amella | 1911    | ?       | ?       |

## Repubblica Italiana (1946–2015)

### Presidenti della Provincia (1970–2013)

#### Eletti dal consiglio provinciale (1970–1994)
| Nº | Ritratto | Ritratto | Nome                            | Mandato          | Mandato          | Partito              |
| Nº | Ritratto | Ritratto | Nome                            | Inizio           | Fine             | Partito              |
| -- | -------- | -------- | ------------------------------- | ---------------- | ---------------- | -------------------- |
|    |          |          | ?                               | ?                | ?                | ?                    |
|    |          |          | Ignazio Cantone                 | ?                | 13 luglio 1990   | Democrazia Cristiana |
|    |          |          | Stefano Cusumano                | 13 luglio 1990   | 10 febbraio 1992 | Democrazia Cristiana |
|    |          |          | Emanuele Siragusa               | 10 febbraio 1992 | 2 aprile 1993    | Democrazia Cristiana |
|    |          |          | Maria Camilla Nicosia Caruselli | 2 aprile 1993    | 29 giugno 1994   | Democrazia Cristiana |

#### Eletti direttamente dai cittadini (1994–2013)
| Nº             | Nº               | Ritratto | Nome                                       | Mandato        | Mandato        | Partito                       | Elezione |
| Nº             | Nº               | Ritratto | Nome                                       | Inizio         | Fine           | Partito                       | Elezione |
| -------------- | ---------------- | -------- | ------------------------------------------ | -------------- | -------------- | ----------------------------- | -------- |
|                |                  |          | Stefano Vivacqua                           | 29 giugno 1994 | 25 maggio 1998 | Partito Socialista Italiano   | 1994     |
|                |                  |          | Vincenzo Fontana                           | 25 maggio 1998 | 27 maggio 2003 | Forza Italia                  | 1998     |
| 28 maggio 2003 | 12 febbraio 2008 | 2003     | Vincenzo Fontana                           |                |                | Forza Italia                  |          |
| –              |                  |          | Letizia Di Liberti (Commissario regionale) | 17 marzo 2008  | 17 giugno 2008 | —                             | —        |
|                |                  |          | Eugenio D'Orsi                             | 17 giugno 2008 | 18 giugno 2013 | Indipendente di centro-destra | 2008     |

### Commissari straordinari regionali (2013–2015)
| Nominativo            | Mandato          | Mandato          |
| Nominativo            | Inizio           | Fine             |
| --------------------- | ---------------- | ---------------- |
| Benito Infurnari      | 18 giugno 2013   | 31 ottobre 2014  |
| Vincenzo Lauro        | 31 ottobre 2014  | 1º dicembre 2014 |
| Alessandra Di Liberto | 1º dicembre 2014 | 8 aprile 2015    |
| Vincenzo Lauro        | 8 aprile 2015    | 24 aprile 2015   |
| Marcello Maisano      | 24 aprile 2015   | 4 agosto 2015    |